# Charlotte (Vermont)
Charlotte est une ville de l'État américain du Vermont, située dans le comté de Chittenden. Selon le recensement de 2010, sa population est de 3 754 habitants.